# César (football, 1920)
Pour les articles homonymes, voir César, César Rodríguez, Rodriguez et Álvarez.
César Rodríguez Álvarez, plus communément appelé César est un footballeur espagnol des années 1940-1950, né le 29 juin 1920 à León et mort le 1er mars 1995 à Barcelone. Son frère Ricardo est aussi footballeur.

## Biographie

### En club
Il passe la plus grande partie de sa carrière au FC Barcelone. Il est meilleur buteur du championnat d'Espagne lors de la saison 1948-1949 avec 28 buts. Il était le meilleur buteur de l'histoire du club catalan en championnat d'Espagne avec un total de 192 buts, avant d'être rejoint le 9 décembre 2012 par Lionel Messi. 
Avec 232 buts en 351 matchs toutes compétitions confondues,, il est le meilleur buteur de l'histoire du FC Barcelone en matchs officiels jusqu'au 20 mars 2012, date où Lionel Messi le dépasse. Luis Suárez (198), Kubala (194), Rivaldo (130) et Eto'o (130) le suivent dans ce classement. Paulino Alcántara compte 369 buts en 357 matchs, mais parmi ceux-ci 215 ont été marqués lors de matchs amicaux.
Il fait un passage en France à Perpignan en fin de carrière.

### En équipe nationale
Il joue douze matchs pour la sélection espagnole, et marque six buts sous le maillot national entre 1945 et 1952.
Il joue son premier match en équipe nationale le 11 mars 1945 en amical contre le Portugal, match au cours duquel il inscrit un but. Il reçoit sa dernière sélection le 28 décembre 1952 contre la Turquie, match au cours duquel il inscrit encore un but. Avec l'Espagne, il ne joue que des matchs amicaux, obtenant le brassard de capitaine à une reprise.
Il est retenu par le sélectionneur Guillermo Eizaguirre pour participer à la Coupe du monde 1950 organisée au Brésil. Il ne dispute pas la moindre minute de jeu lors de la compétition.

### Carrière d'entraîneur
Il entraîne le FC Barcelone de 1963 à 1964.

## Clubs
- 1939-1940 :  FC Barcelone
- 1940-1942 :  Grenade CF
- 1942-1954 :  FC Barcelone
- 1954-1955 :  Cultural Leonesa
- 1955-1957 :  Perpignan FC
- 1957-1960 :  Elche

## Palmarès
- Avec le FC Barcelone :
  - Champion d'Espagne en 1945, 1948, 1949, 1952 et 1953
  - Vainqueur de la Coupe Latine en 1949 et 1952
  - Vainqueur de la Coupe du Roi en 1951, 1952 et 1953
  - Vainqueur de la Coupe Eva Duarte en 1948, 1949 et 1953
  - Copa de Oro Argentina : 1945

### Distinction personnelle
- Deuxième meilleur buteur de l'histoire du FC Barcelone en championnat d'Espagne (192 buts).